# 撫子乱舞
『撫子乱舞』（なでしこらんぶ）は、White CYCより発売されたアダルトゲームである。
2010年5月21日にWindows版が発売され、2013年12月8日にAndroid版の発売も行われた。なお、Android版は内容の一部に変更があるほか、ボイスも存在しない。

## あらすじ
戦国時代に女性たちが国を護るために大きく働いたという逸話が残る御前市。武術に長けた女性は「撫子乱舞」と呼ばれ、芸に長けた女性は「撫子嵐華」と呼ばれるようになり、それにちなんで"撫子杯"の優勝者にその称号を授与する習わしが続いていた。"撫子杯"の実行委員を務めることになった貴宏の周りには、問題を抱えた参加者が集まっていた。
果たして、"撫子杯"で優勝し、"撫子"の称号を得るのは誰だろうか。

## 登場人物
陸奥 貴宏（むつ たかひろ）
本作の主人公。
星上 刹那（ほしがみ せつな）
声 - ひなき藍
2年生。剣道部に所属している。剣道場を覗きに来た貴宏と鉢合わせた後、彼と同じクラスになる。
日々努力を重ねる真面目な人物だが、得意分野以外のことに関しては不器用である。
最勝寺 千紗（さいじょうじ さち）
声 - 姫川あいり
1年生。小学生と間違えられるほどかわいらしい体型と内気な性格が特徴。しかし、合気道の実力は確かであり、入学早々合気道の大会に出場することになった。
霧島 祥子（きりしま しょうこ）
声 - 新堂真弓
3年生。弓道部に所属している。他者を寄せ付けない性格をしているが、実はかわいい物好き。
森江 美鈴（もりえ みすず）
声 - 渋谷ひめ
2年生。茶道部に所属している。貴宏とは幼馴染で、2年生に進級してから同じクラスになった。穏やかながらもしっかりしているが、間抜けな一面もある上運動音痴。
シンシア・ノーリッシュ
声 - 桜川未央
2年生。貴宏とは友人の美鈴を通じて知り合った。両親はイギリス人だが、生後すぐに日本に移住したため、英語が話せないことが悩み。その一方で日本文化に精通しており、能楽部に所属している。
菅野宮 佐和子（すがのみや さわこ）
声 - 芹園みや
華道の流派・菅野宮流家元の令嬢である3年生。
べんとー（幕ノ内 日ノ丸）
声 - 島田友樹
貴宏の同級生。
おかP（岡崎 努）
声 - 北条賢
撫子杯の運営実行に携わる教師。やる気がないような喋り方をするが、スイッチが入ると途端に熱くなる。
星上 永久（ほしがみ とわ）
声 - 桃井穂美
刹那の姉で、「撫子乱舞」の称号を持つ女性。
睦月 唯（むつき ゆい）
声 - 藍川珪
千紗の顔馴染で、千紗の永遠のライバルを自称するも、千紗に勝てずにいた。